# Henrik Stoltenberg
Henrik Stoltenberg  (* 8. Oktober 1996) ist ein deutscher Reality-TV-Teilnehmer.

## Leben
Stoltenberg ist der Enkelsohn des CDU-Politikers sowie ehemaligen Bundesminister der Finanzen und Bundesminister der Verteidigung Gerhard Stoltenberg. Stoltenberg wuchs in Bonn auf, wo er eine Privatschule besuchte.
2020 war Stoltenberg erstmals als Teilnehmer bei Love Island – Heiße Flirts & wahre Liebe zu sehen, wo er mit Sandra Janina van der Heide zusammenkam, mit der er den dritten Platz in der Staffel erreichte. Kurz nach Ende der Sendung erfolgte jedoch die Trennung.
Im Dezember 2020 machte Stoltenberg eine Beziehung zur Köln 50667-Darstellerin Paulina Ljubas öffentlich. Gemeinsam nahm das Paar an der zweiten Staffel von Temptation Island VIP teil. Stoltenberg selbst brach die Sendung jedoch ab, woraufhin auch die Beziehung in die Brüche ging.
2021 war Stoltenberg als Teilnehmer der zweiten Staffel Promis unter Palmen – Für Geld mache ich alles! teil. Die Ausstrahlung der Staffel wurde jedoch nach nur zwei Folgen aus Pietätsgründen abgebrochen, als Willi Herren am 20. April 2021 verstarb.
Im April 2023 machte Stoltenberg seine Beziehung zum Radiomoderatoren Daniel Wiese öffentlich. Einige Reality-Darsteller, u. a. Sam Dylan zweifelten die Echtheit dieser Beziehung an. Nach einem Jahr erfolgte die Trennung.
Im August 2024 startete Stoltenberg eine eigene Seite beim Webdienst OnlyFans, auf dem er gegen Bezahlung erotische Inhalte zur Verfügung stellt.

## Kontroversen
Nach der Trennung von Sandra van der Heide Ende 2020, machte sich Stoltenberg in einem Musikvideo öffentlich über seine Ex-Partnerin lustig. Der Musikvideodreh löste einen Shitstorm aus, weil der Dreh während der COVID-19-Pandemie in Deutschland stattfand. Vor allem Stoltenbergs aktuelle Partnerin Paulina Ljubas geriet in die Kritik, weil sie sich für die Dreharbeiten von Köln 50667 eigentlich in Quarantäne befinden sollte.
Am 9. Juli 2022 fiel Stoltenberg erneut negativ auf, als er um 1 Uhr nachts aus dem Fenster seiner Kölner Wohnung laut den Hitlergruß brüllte. Vier Wochen später soll er Baustellenschilder umgetreten haben und erneut fremdenfeindliche Aussagen getroffen haben, weswegen er sich im Frühjahr 2023 vor Gericht behaupten musste und zu einer Geldstrafe von 15.000 Euro verurteilt wurde. 2022 sollte Stoltenberg eigentlich gemeinsam mit anderen Reality-TV-Darstellern in der Dokuserie The Real Life #nofilter auf RTL+ zu sehen sein. Der Streamingdienst brach die Dreharbeiten mit Stoltenberg jedoch ab und distanziert sich seither von ihm.

## Fernsehformate
- 2020: Love Island – Heiße Flirts & wahre Liebe
- 2021: Temptation Island VIP
- 2021: Promis unter Palmen